# Speedcubing

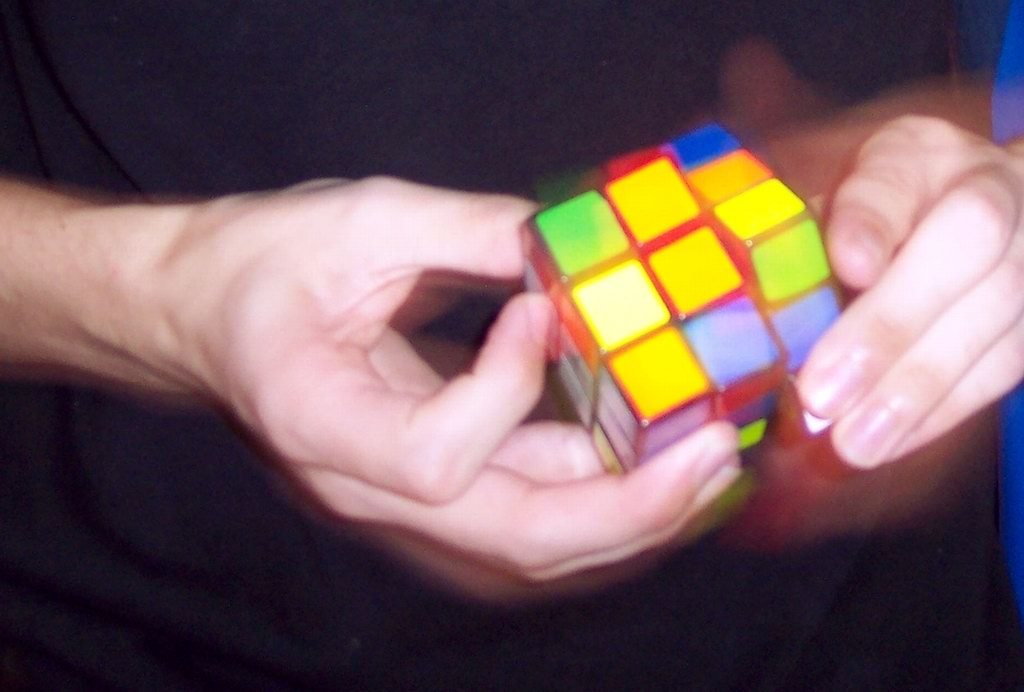
Um speedcuber completando um Cubo de Rubik 3×3×3.

Speedcubing (do inglês "speed" - velocidade e "cube" - cubo), também conhecido como speedsolving ("solve" - resolver) é a atividade de resolver uma variedade de quebra-cabeças mecânicos, sendo o mais famoso o Cubo de Rubik (3x3x3), o mais rapidamente possível. Para a maioria dos quebra-cabeças, a solução implica a realização de uma série de movimentos que altera o estado de um quebra-cabeça embaralhado para um estado no qual cada face do quebra-cabeça é de uma única cor sólida. Alguns quebra-cabeças têm diferentes requisitos para serem considerados resolvidos, como por exemplo o Relógio de Rubik, onde todos os ponteiros do relógio devem ser movidos para a posição de 12 horas.
Os tamanhos padrões de quebra-cabeça são 2×2×2, 3×3×3, 4×4×4, 5×5×5, 6×6×6, e 7×7×7, embora existam variantes até cerca de 33 camadas, que não são produzidos em massa. Existem também diferentes formas do famoso quebra-cabeças, incluindo Pyraminx, Megaminx, Skewb, e Square-1. O recorde mundial para uma única resolução de um 3x3x3 é de 3.13 segundos, definido por Max Park dos Estados Unidos no Pride in Long Beach 2023 disputado em abril de 2023. Yiheng Wang (王艺衡) da China mantém o recorde mundial da média de cinco resoluções de 3x3x3 de 4.36 segundos, definida no Philippines Championship 2024 competição realizada em Julho de 2024 .
Speedcubing é uma atividade popular entre a comunidade internacional de Cubo de Rubik, também chamados de cubers ou speedcubers. Os membros reúnem-se para realizar competições, trabalham para desenvolver novos métodos de resolução, e buscam aperfeiçoar a sua técnica.

## História
O Cubo de Rubik foi inventado em 1974 pelo professor húngaro de arquitetura, Ernő Rubik. Um amplo interesse internacional no cubo começou em 1980, e o cubo logo evoluiu para uma mania global. Em 5 de junho de 1982, o primeiro campeonato mundial foi realizado em Budapeste, Hungria. Dezenove pessoas competiram no evento, e o americano Minh Thai ganhou com um tempo de 22,95 segundos para uma resolução única. Outros participantes notáveis incluem Jessica Fridrich e Lars Petrus, duas pessoas que mais tarde viriam a ser influentes no desenvolvimento de métodos de resolução e na comunidade de speedcubing.
A mania do Cubo Rubik's começou a desaparecer depois de 1983, mas décadas mais tarde, com o advento da internet, sites relacionados a speedcubing vieram à superfície. Simultaneamente espalhando métodos eficazes de speedsolving e ensinando novas pessoas a resolvê-lo pela primeira vez, esses sites trouxeram uma nova geração de cubers, e criou-se uma comunidade internacional online crescente que elevou o perfil da arte. Pessoas de destaque nesta comunidade online, tal como Ron van Bruchem, Tyson Mao, Chris Hardwick, e Ton Dennenbroek, eventualmente queriam se conhecer pessoalmente e competir. Então, vinte anos depois do primeiro campeonato mundial, eles orquestraram um segundo em Toronto em 2003, e outra competição menor na Holanda, mais tarde, no mesmo ano.
Este renascimento da competição provocou uma nova onda de eventos organizados de speedcubing , que incluem competições nacionais e internacionais regulares. Havia doze competições em 2004, mais 58 de 2005 para 2006, mais de 100 em 2008, e mais de 450 em 2014, com mais acontecendo a cada ano. Houve mais sete campeonatos mundiais desde a competição de 1982 em Budapeste, que são, tradicionalmente, realizados a cada dois anos. Esta nova onda de competições de speedcubing foram e ainda são organizadas pela World Cube Association (WCA), fundada por Ron van Bruchem e Tyson Mao.

## Competições

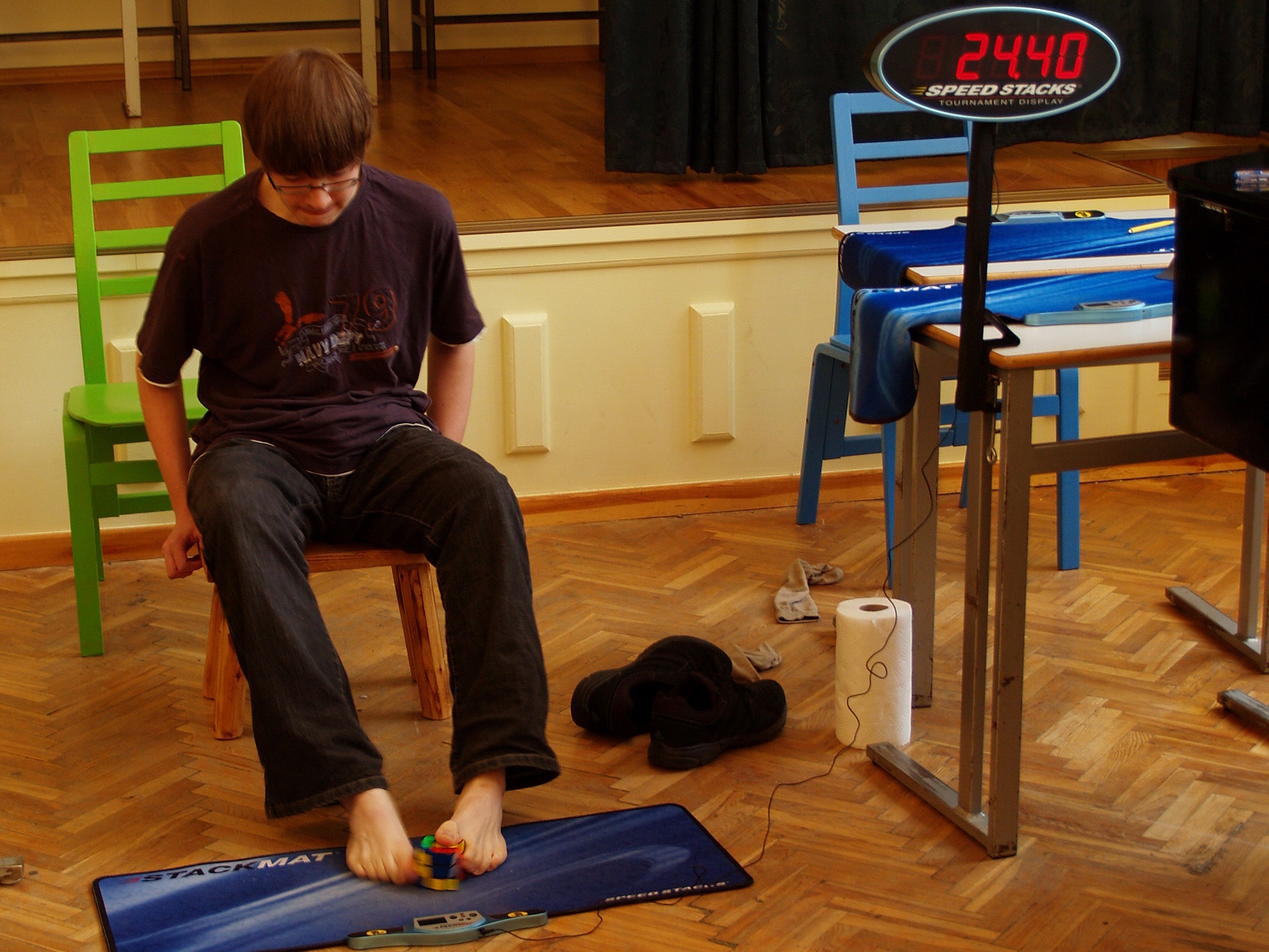
Anssi Vanhala resolvendo um Cubo de Rubik 3×3×3 com os pés em 36.72 segundos, no 2009 Estonian Open.

### World Cube Association
Desde 2003, competições de speedcubing têm sido realizadas regularmente. A World Cube Association (WCA, "associação mundial do cubo") foi formada em 2004, para governar todas as competições oficiais. Para uma competição ser oficial, ela deve ser aprovada pela WCA e seguir seus regulamentos. Incluída no regulamento, é a necessidade de ter um ou mais delegados da WCA presentes. A função principal de um delegado é assegurar que todas as normas sejam seguidas durante a competição. Quando a competição termina, os resultados são enviados para o site oficial da WCA.

### Formato
A maioria das competições de quebra-cabeça são realizadas usando o formato da média de 5. Isso significa que o competidor realiza 5 resoluções na rodada; a resolução mais rápida e o mais lenta são desconsideradas e a média das outras 3 é usada. Os eventos de 6×6×6, 7×7×7 e 3×3×3 com os pés são classificados pela média de 3. Esse é o mesmo, mas apenas três resoluções são feitas, e todas as três são usadas para calcular a média. Os desafios de 3×3×3 com os olhos vendados e o de menor número de movimentos são realizadas ou pela média de 3 ou melhor de 3. Os 4×4×4 com os olhos vendados, 5×5×5 com os olhos vendados e resolução de vários 3x3x3 com olhos vendados são realizadas com a utilização de melhores de 1, 2 ou 3, dependendo da competição. Ocasionalmente, um evento é realizado usando um formato incomum, por exemplo, o melhor de 3 para 3×3×3.
Quando uma rodada começa, os competidores recebem o quebra-cabeça que vão usar. Os quebra-cabeças são embaralhados usando um computador para gerar uma configuração aleatória. A cada rodada, cinco, três ou um (dependendo do formato, mencionado acima) embaralhamentos são utilizados. Cada concorrente na rodada receberá cada embaralhamento uma vez. Antes de começar a resolver, um concorrente tem até 15 segundos para inspecionar o quebra-cabeça (a inspeção em eventos de olhos vendados é contada junto com o tempo da resolução do mesmo). Isto é monitorado por um juiz com um cronômetro; o juiz irá avisar quando 8 e 12 segundos da inspeção passarem, se o competidor ultrapassar o limite de 15 segundos, uma penalidade de 2 segundos será aplicada, passando dos 17 segundos a resolução será dada como "não terminado". Uma vez que a resolução é concluída, o juiz registra o tempo no cartão do competidor, que é assinado por ambos. Se o quebra-cabeça estiver a 2 ou mais movimentos de seu estado resolvido, e o cronômetro estiver parado, o tempo é registrado como "não terminado". Também há inúmeras razões pelas quais a receber uma penalidade de dois segundos, como uma face virada mais de 45 graus no final, ou, no caso dos NxNxN (2x2x2, 3x3x3, 4x4x4, etc.) se uma das peças de canto estiver virada. Um competidor também pode receber uma resolução adicional para substituir a que acabou de completar se, por exemplo, tiver um cronômetro com mau funcionamento ou for deliberadamente distraído por outra pessoa.
O cronômetro oficial utilizado em competições é o cronômetro do StackMat. Este dispositivo tem superfícies sensíveis ao toque que são acionados quando o usuário eleva uma ou ambas as mãos para iniciar o tempo, que é contado até que o usuário coloque ambas as mãos de volta na superfície após soltar o quebra-cabeça.
Competições oficiais estão sendo realizados em várias categorias.
| Categoria                      | Tipo de cubo                             |
| ------------------------------ | ---------------------------------------- |
| Speedsolving                   | 2×2×2, 3×3×3, 4×4×4, 5×5×5, 6×6×6, 7×7×7 |
| Olhos vendados                 | 3x3x3, 4x4x4, 5x5x5                      |
| Vários cubos de olhos vendados | 3x3x3                                    |
| Com só uma mão                 | 3x3x3                                    |
| Menor número de movimentos     | 3x3x3                                    |

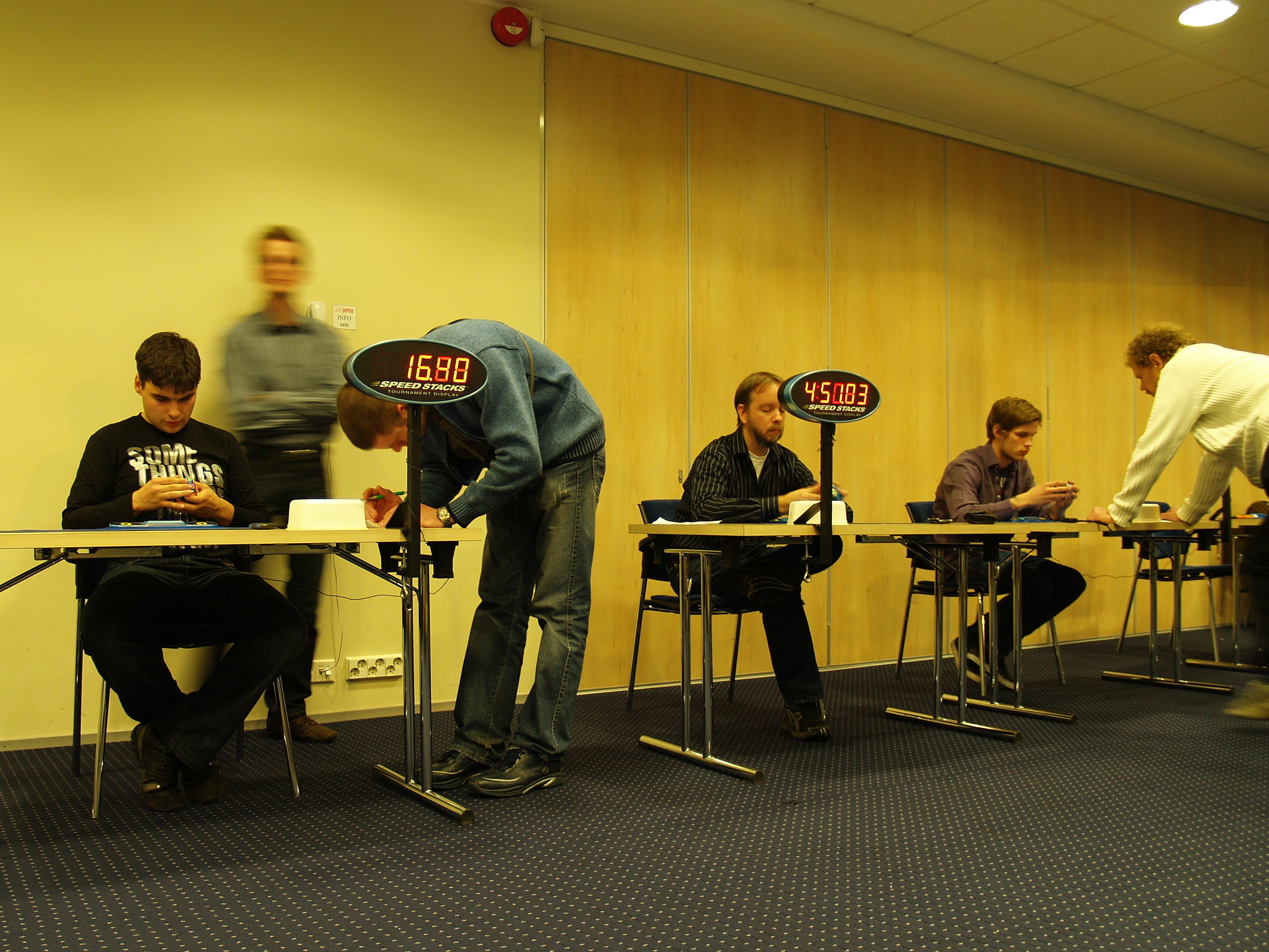
Speedsolvers resolvendo Megaminxes no 2011 Estonian Open.

Competições muitas vezes incluem eventos de speedsolving destes outros quebra-cabeças:
- Pyraminx
- Megaminx
- Skewb
- Square-1
- Relógio de Rubik

### Campeonatos Mundiais de Cubo de Rubik
A WCA organiza o Campeonato Mundial de Cubo de Rubik  como a principal competição internacional uma vez a cada dois anos. O último campeonato foi realizado em Paris, França, em 13-16 de julho de 2017.

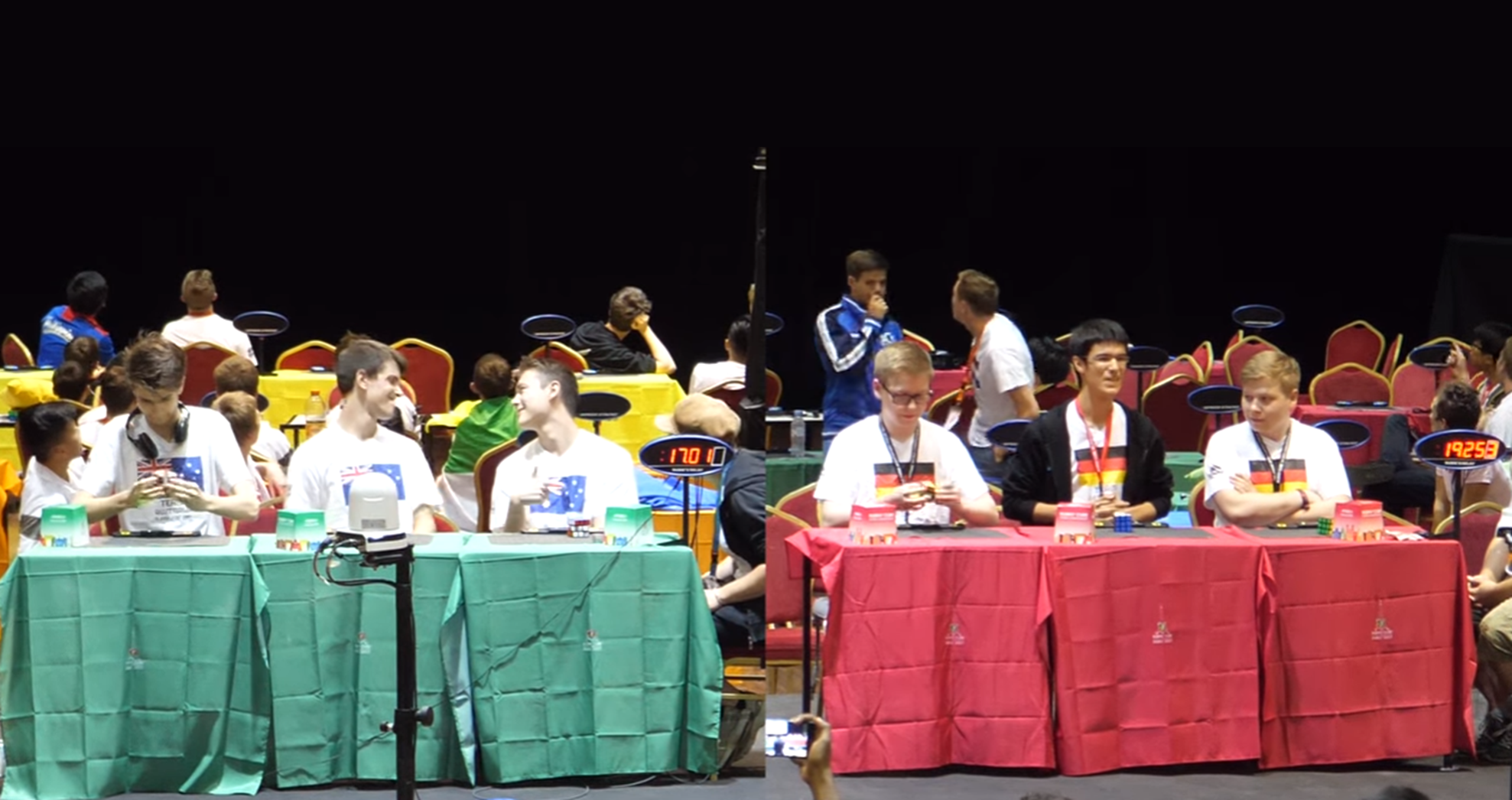
Austrália e Alemanha 1, na rodada final

| Campeonato | Ano  | Sede             | Data(s)          | Nações | Quebra-cabeças | Eventos | Vencedor          | Melhor tempo | Referências |
| ---------- | ---- | ---------------- | ---------------- | ------ | -------------- | ------- | ----------------- | ------------ | ----------- |
| I          | 1982 | Budapeste        | 5 de Junho       | 19     | 1              | 1       | Minh Thai         | 22,95        | [ 6 ]       |
| II         | 2003 | Toronto          | 23–24 de Agosto  | 15     | 9              | 13      | Dan Knights       | 20,00        | [ 7 ]       |
| III        | 2005 | Lake Buena Vista | 5–6 de Novembro  | 16     | 9              | 15      | Jean Pons         | 15,10        | [ 8 ]       |
| IV         | 2007 | Budapeste        | 5–7 de Outubro   | 28     | 10             | 17      | Yu Nakajima       | 12,46        | [ 9 ]       |
| V          | 2009 | Düsseldorf       | 9–11 de Outubro  | 32     | 12             | 19      | Breandan Vallance | 10,74        | [ 10 ]      |
| VI         | 2011 | Banguecoque      | 14–16 de Outubro | 35     | 12             | 19      | Michał Pleskowicz | 8,65         | [ 11 ]      |
| VII        | 2013 | Las Vegas        | 26–28 de Julho   | 35     | 10             | 17      | Feliks Zemdegs    | 8,18         | [ 12 ]      |
| VIII       | 2015 | São Paulo        | 17–19 de Julho   | 37     | 11             | 18      | Feliks Zemdegs    | 7,56         | [ 13 ]      |
| IX         | 2017 | Paris            | 13–16 de Julho   | 64     | 11             | 18      | Max Park          | 6,85         | [ 14 ]      |
| X          | 2019 | Melbourne        | 11–14 de Julho   | 52     | 11             | 18      | Philipp Weyer     | 6,74         | [ 15 ]      |
| XI         | 2023 | Incheon          | 12–15 de Agosto  | 57     | 11             | 17      | Max Park          | 5,31         | [ 16 ]      |

### Rubik's Nations Cup
O Rubik's Nations Cup (RNC), apesar de ser um evento não-oficial da WCA, foi apresentado pela primeira vez durante o campeonato mundial de 2017 em Paris, França. O anfitrião e organizador do campeonato mundial, Design de Seu Cubo, dirigido por Julien Selz, concebeu a primeira competição de Rubik por equipes. Haviam 72 equipes de 42 países de todo o mundo participando. Cada equipe é composta de 3 jogadores que devem competir cabeça a cabeça em um revezamento. O objetivo do RNC é juntar os competidores, como uma nação. O primeiro de Rubik's Nations Cup foi celebrado com a vitória da Equipe Alemã 1.

## Recordes Mundiais

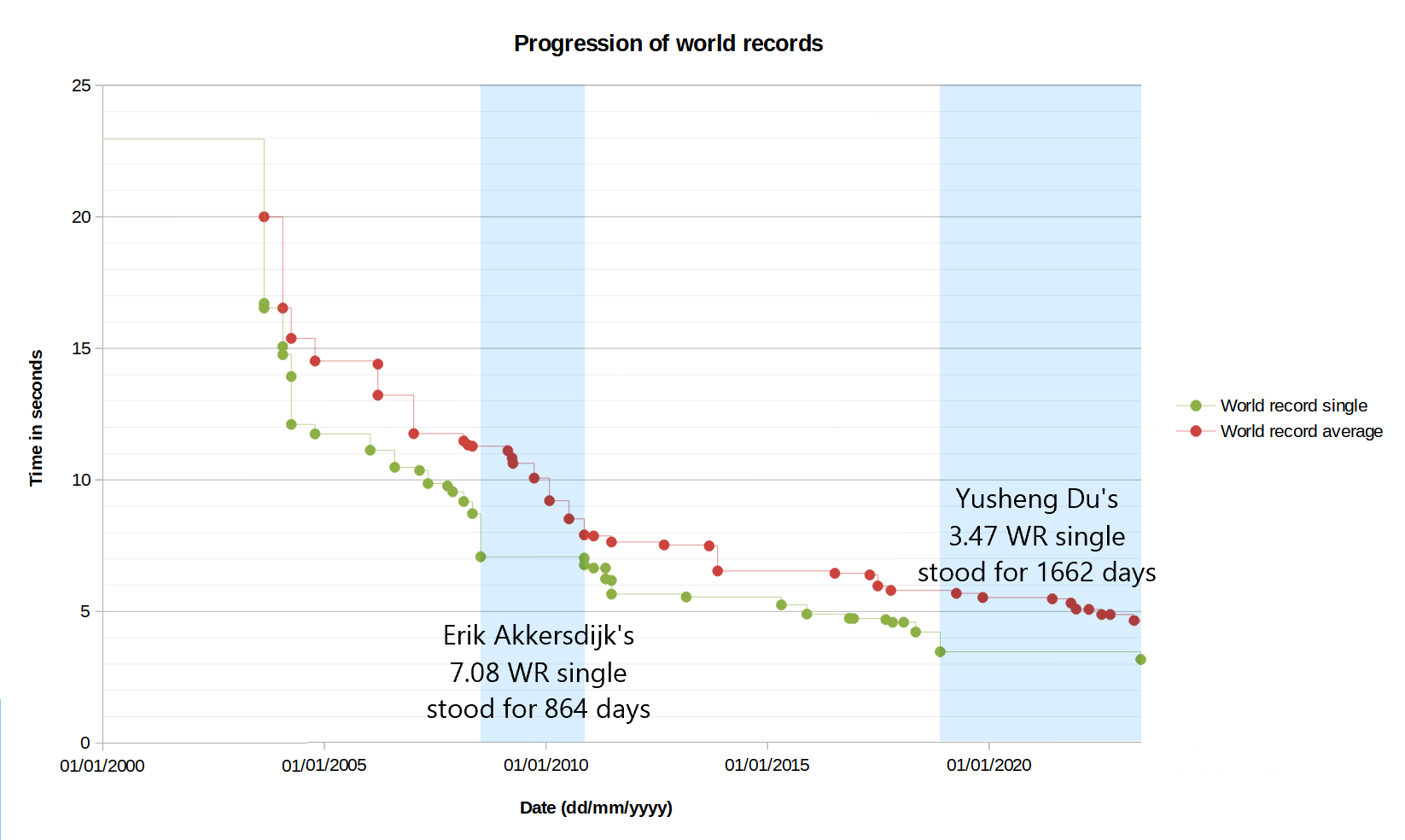
A scatter plot of Rubik's Cube world records (single and average) against time. This depicts the improvement made over the years, as well as highlights records that stayed unbroken for an unusual amount of time.

Os seguintes são os atuais Recordes Mundiais oficiais aprovados pela WCA.
Nota: Para os Eventos com média de 5, o melhor e o pior tempo são descartados, e é feita a média com as 3 restantes resoluções. Para os Eventos em que apenas 3 resoluções são realizadas, é feita a média das 3.
| Evento                     | Tipo     | Resultado   | Nome                    | Competição (Data(s))                                       | Resoluções                                |
| -------------------------- | -------- | ----------- | ----------------------- | ---------------------------------------------------------- | ----------------------------------------- |
| Cubo 3x3x3                 | Singular | 3.05        | Xuanyi Geng (耿暄一)    | Shenyang Spring 2025 (13 Abril)                            | —                                         |
| Cubo 3x3x3                 | Média    | 3.91        | Yiheng Wang (王艺衡)    | Lishui Open 2025 (25 Maio)                                 | 4.17 / 3.74 / (3.70) / 3.81 / (4.93)      |
| Cubo 2x2x2                 | Singular | 0.43        | Teodor Zajder           | Warsaw Cube Masters 2023 (5 Novembro)                      | —                                         |
| Cubo 2x2x2                 | Média    | 0.88        | Yiheng Wang (王艺衡)    | Hangzhou Open 2024 (15 Dezembro)                           | (1.26) / (0.84) / 0.91 / 0.89 / 0.85      |
| Cubo 4x4x4                 | Singular | 15.71       | Max Park                | Colorado Mountain Tour - Evergreen 2024 (8 Junho)          | —                                         |
| Cubo 4x4x4                 | Média    | 19.17       | Tymon Kolasinski        | Hvidovre NxN 2025 (8-9 Fevereiro)                          | (22.21) / 19.55 / 18.95 / (17.84) / 19.01 |
| Cubo 5x5x5                 | Singular | 30.45       | Tymon Kolasinski        | Rubik's WCA Asian Championship 2024 (1-4 Novembro)         | —                                         |
| Cubo 5x5x5                 | Média    | 34.76       | Max Park                | Rubik’s WCA North American Championship 2024 (18-21 Julho) | (39.71) / 35.10 / (33.55) / 35.44 / 33.75 |
| Cubo 6x6x6                 | Singular | 57.69       | Max Park                | Burbank Big Cubes 2025 (26 Abril)                          | —                                         |
| Cubo 6x6x6                 | Média    | 1:05.66     | Max Park                | CubingUSA Western Championship 2024 (2-4 Agosto)           | 1:09.34 / 1:09.61 / 58.03                 |
| Cubo 7x7x7                 | Singular | 1:34.15     | Max Park                | Rubik’s WCA North American Championship 2024 (18-21 Julho) | —                                         |
| Cubo 7x7x7                 | Média    | 1:39.68     | Max Park                | Nub Open Yucaipa 2024 (20 Abril)                           | 1:36.19 / 1:38.19 / 1:44.65               |
| 3x3x3 Vendado              | Singular | 12.00       | Tommy Cherry            | Triton Tricubealon 2024 (11 Fevereiro)                     | —                                         |
| 3x3x3 Vendado              | Média    | 14.05       | Tommy Cherry            | Rubik's WCA European Championship 2024 (25-28 Julho)       | 13.48 / 14.42 / 14.24                     |
| 3x3x3 em Menos Movimentos  | Singular | 16          | Sebastiano Tronto       | FMC 2019 (15–16 Junho)                                     | —                                         |
| 3x3x3 em Menos Movimentos  | Singular | 16          | Aedan Bryant            | Ashfield Summer Challenge 2024 (23 Junho)                  | —                                         |
| 3x3x3 em Menos Movimentos  | Singular | 16          | Levi Gibson             | Ashfield Summer Challenge 2024 (23 Junho)                  | —                                         |
| 3x3x3 em Menos Movimentos  | Singular | 16          | Jacob Sherwen Brown     | Rubik's UK Championship FMC 2024 (26 Outubro)              | —                                         |
| 3x3x3 em Menos Movimentos  | Média    | 19.67       | Radomił Baran           | 5BLD Masters Opole 2025 (1-2 Março)                        | 22 / 20 / 17                              |
| 3x3x3 Com Uma Mão          | Singular | 5.66        | Dhruva Sai Meruva       | Swiss Nationals 2024 (4-6 Outubro)                         | —                                         |
| 3x3x3 Com Uma Mão          | Média    | 7.72        | Luke Garrett            | Chicagoland Newcomers 2025 (9 Março)                       | 8.57 / 7.13 / (6.82) / 7.45 / (12.80)     |
| Clock                      | Singular | 1.64        | Volodymyr Kapustianskyi | Moorhead Madness 2025 (10 Maio)                            | —                                         |
| Clock                      | Média    | 2.28        | Lachlan Gibson          | Puzzling Papatoetoe 2025 (10 Maio)                         | (2.20) / 2.22 / 2.26 / 2.36 / (2.65)      |
| Megaminx                   | Singular | 22.89       | Aidan Grainger          | Weston-super-Mare Spring 2025 (17-18 Maio)                 | —                                         |
| Megaminx                   | Average  | 25.36       | Timofei Tarasenko       | Central Asian Tour Astana 2025 (8-9 Fevereiro)             | 24.61 / (23.39) / (30.66) / 24.49 / 26.98 |
| Pyraminx                   | Singular | 0.73        | Simon Kellum            | Middleton Meetup Thursday 2023 (21 Dezembro)               | —                                         |
| Pyraminx                   | Média    | 1.15        | Sebastian Lee           | Maitland Spring 2024 (23 Novembro)                         | 1.15 / (1.53) / 1.22 / (1.01) / 1.09      |
| Skewb                      | Singular | 0.75        | Carter Kucala           | Going Fast in Grandview 2024 (23 Março)                    | —                                         |
| Skewb                      | Média    | 1.37        | Ignacy Samselski        | CFL Justynów 2025 (14-15 Junho)                            | 1.22 / 1.43 / (1.16) / 1.46 / (2.93)      |
| Square-1                   | Singular | 3.41        | Ryan Pilat              | Wichita Family ArtVenture 2024 (2 Março)                   | —                                         |
| Square-1                   | Média    | 4.63        | Sameer Aggarwal         | Cubing in Southern Oregon 2025 (1 fevereiro)               | (8.08) / 6.20 / (3.42) / 3.81 / 3.88      |
| 4x4x4 Vendado              | Singular | 51.96       | Stanley Chapel          | 4BLD in a Madison Hall 2023 (28-29 Janeiro)                | —                                         |
| 4x4x4 Vendado              | Média    | 59.39       | Stanley Chapel          | New York Multimate PBQ II 2025 (13-15 Junho)               | 57.83 / 1:04.79 / 55.54                   |
| 5x5x5 Vendado              | Singular | 2:03.33     | Stanley Chapel          | Megaminx Madison Isthmus 2025 (15-16 Março)                | —                                         |
| 5x5x5 Vendado              | Média    | 2:27.63     | Stanley Chapel          | Michigan Cubing Club Epsilon 2019 (14 Dezembro)            | 2:32.48 / 2:28.80 / 2:21.62               |
| 3x3x3 Vários Cubos Vendado | Singular | 63/66 59:50 | Rowe Hessler            | New York Multimate PBQ 2025 (4-6 Abril)                    | —                                         |